# کدومو
کدومو (به انگلیسی: Kodoumo) یک سامانه ملی ارزیابی و رده‌بندی سنی محتوای رسانه‌ای در ایران است که با مأموریت حاکمیتی در حوزهٔ هدایت مصرف رسانه‌ای خانواده‌ها فعالیت می‌کند. این سامانه زیرمجموعهٔ مؤسسه فرهنگی و اطلاع‌رسانی تبیان (متعلق به سازمان تبلیغات اسلامی) و تحت نظارت وزارت فرهنگ و ارشاد اسلامی و نهادهای مرتبط، به‌عنوان مرجع رسمی توصیه‌های سنی برای فیلم، انیمیشن، بازی و کتاب در ایران شناخته می‌شود.

## جایگاه و نقش حاکمیتی
کدومو در سال‌های پایانی دههٔ ۱۳۹۰ و با هدف ایجاد یک مرجع رسمی برای نظام رده‌بندی سنی و هدایت مصرف رسانه‌ای در کشور راه‌اندازی شد. حسین حق‌پناه، مدیر وقت این سامانه، آن را «دستیار خانواده‌ها در انتخاب محصولات رسانه‌ای» و «بازوی کارشناسی نهادهای سیاست‌گذار در حوزه کودک و نوجوان» معرفی کرده‌است. این سامانه با همکاری وزارت فرهنگ و ارشاد اسلامی، بنیاد ملی بازی‌های رایانه‌ای، سازمان تنظیم مقررات صوت و تصویر فراگیر (ساترا)، سازمان پژوهش و برنامه ریزی آموزشی و مرکز ملی فضای مجازی در تعیین رده‌بندی رسمی آثار رسانه‌ای مشارکت دارد.

## شیوهٔ ارزیابی و سیاست‌گذاری
کدومو از «شیوه‌نامه‌های مصوب» بهره می‌گیرد که در تعامل با نهادهای فرهنگی و بر پایهٔ پژوهش‌های تخصصی، نظرسنجی از خانواده‌ها و کارگاه‌های میدانی تهیه شده‌اند. ارزیابی‌ها در سه حوزهٔ اصلی انجام می‌شوند: 
- آثار تصویری (فیلم سینمایی، سریال، انیمیشن، انیمه)
- بازی‌های دیجیتال (رایانه‌ای، کنسولی و موبایلی)
- کتاب کودک و نوجوان

در هر ارزیابی، علاوه بر اعلام گروه سنی مناسب، توصیه‌های تربیتی و روان‌شناختی نیز به خانواده‌ها ارائه می‌شود.
کدومو تا سال ۱۴۰۲ بیش از سه هزار محصول رسانه‌ای شامل فیلم، سریال، انیمیشن، کتاب و بازی را دسته‌بندی و ارزیابی کرده است. این ارزیابی‌ها بر اساس شیوه‌نامه اختصاصی کدومو انجام می‌شود که معیارهای متعددی از جمله میزان هم‌خوانی محتوا با ارزش‌های فرهنگی و خانوادگی، تناسب سنی، و فرصت‌های گفت‌وگوی والد-فرزند را در بر می‌گیرد. این سامانه همچنین با همکاری نهادهای سیاست‌گذار، پیشنهادها و داده‌های خود را در فرآیند تصمیم‌گیری و تدوین مقررات حوزه رسانه به اشتراک می‌گذارد.

## نقش در جشنواره‌ها و ارزیابی‌های ملی
کدومو به عنوان مرجع رسمی رده‌بندی سنی در چندین رویداد فرهنگی و هنری کشور حضور داشته است. این سامانه در جشنوارهٔ فیلم فجر، جشنوارهٔ بین‌المللی فیلم‌های کودکان و نوجوانان اصفهان و رویدادهای مرتبط با بازی و کتاب، ارزیابی‌های رسمی خود را به هیئت داوران و برگزارکنندگان ارائه کرده است.

### جایزهٔ خانواده در جشنواره فیلم فجر
جایزهٔ خانواده ایده‌ای است که برای نخستین بار توسط سامانهٔ کدومو در چهل‌وسومین جشنواره فیلم فجر مطرح و با همکاری مؤسسه تبیان به دبیرخانهٔ جشنواره ارائه شد. این جایزه در چارچوب بخش «تجلی اراده ملی» به یکی از آثار شرکت‌کننده اهدا گردید و هدف آن ترویج فیلم‌های خانواده‌محور و ارائهٔ راهکار علمی برای انتخاب محتوای مناسب بود.این اقدام به‌عنوان بخشی از حضور رسمی کدومو در جشنواره و با هدف تشویق فیلم‌سازان به رعایت ملاحظات خانواده در آثارشان صورت گرفت.
مدیرعامل مؤسسهٔ تبیان تأکید کرده که کدومو به عنوان بازوی ارزیابی و تصمیم‌گیری این مؤسسه، در تمام مراحل طراحی و اعطای این جایزه مشارکت داشته است و تمرکز آن بر ارزش‌های خانواده‌محور به سبک زندگی ایرانی–اسلامی بوده‌است. علاوه بر ارزیابی کارشناسان، «استندهای ارزیابی مردمی» در محل نمایش فیلم‌ها نصب شد که بازخورد مخاطبان در انتخاب برنده نقش داشت. کدومو علاوه بر اهدای «جایزهٔ خانواده»، ارزیابی محتوایی آثار را نیز انجام داد. برخی آثار حاضر در جشنواره دارای رده‌بندی «مثبت ۱۵» تشخیص داده شدند و توصیه شد برای نمایش عمومی، بخش‌هایی از آن‌ها اصلاح یا حذف شود. 
بر اساس اعلام رسمی، برندهٔ نخستین جایزهٔ خانواده، فیلم پیشمرگ به کارگردانی علی غفاری بود که به دلیل تصویرسازی مثبت از خانواده و ارزش‌های انقلابی انتخاب شد.

## سرویس ارزیابی کتاب
در تیر ۱۴۰۱ و همزمان با روز ملی ادبیات کودک و نوجوان، بخش «ارزیابی کتاب» کدومو رونمایی شد. این بخش در آغاز ۴۷۴ عنوان کتاب مناسب را معرفی کرد و به‌عنوان مرجع رسمی رده‌بندی کتاب کودک در کشور مطرح شد.

## رویکرد
مدیران کدومو تأکید کرده‌اند که هدف این سامانه ایجاد هماهنگی بین خانواده‌ها و نهادهای حاکمیتی برای ارتقای سواد رسانه‌ای و هدایت مصرف محتوای فرهنگی است. این رویکرد باعث شده کدومو علاوه بر فعالیت عمومی، به عنوان ابزار سیاست‌گذاری و مرجع تصمیم‌گیری در حوزه کودک و نوجوان نیز شناخته شود.

## چالش‌ها و واکنش‌های عمومی
در بهمن ۱۴۰۳، انتشار ارزیابی‌های کدومو از چند فیلم مطرح ایرانی و نقد محتوایی آن‌ها باعث بحث‌های گسترده در شبکه‌های اجتماعی شد. حسین قاسم‌زاده، مدیر این سامانه با اشاره به شبکه نمایش خانگی گفت که «تبلیغ یا تشویق به مصرف مشروبات الکلی و مواد مخدر، در قوانین جرم‌انگاری شده اما قانونی برای منع نمایش آن‌ها وجود ندارد.»